# منوسک
منوسک (به فرانسوی: Manosque) شهری واقع در شهرستان آلپ-دو-اوت-پرووانس در استان پروانس آلپ-کوت دازور با جمعیت ۲۱٬۱۶۲ نفر در کشور فرانسه است